# Kleingebiet Pannonhalma
Das Kleingebiet Pannonhalma (ungarisch Pannonhalmi kistérség) war bis Ende 2012 eine ungarische Verwaltungseinheit (LAU 1) innerhalb des Komitats Győr-Moson-Sopron in Westtransdanubien. Im Zuge der Verwaltungsreform von 2013 gingen 17 Ortschaften in den nachfolgenden
Kreis Pannonhalma (ungarisch Pannonhalmi járás) über, die Gemeinde Győrság (1.458 Ew.) wurde dem Kreis Győr zugeordnet.
Das Kleingebiet war Ende 2012 das geringst besiedelste (16.980 Ew. = 3,8 %) und hatte auch die geringste Fläche (320,54 km² = 7,6 %) im Komitat. Mit 53 Einwohnern/km² betrug die Bevölkerungsdichte etwa die Hälfte des Komitatsdurchschnitts.
Der Verwaltungssitz befand sich in der einzigen Stadt Pannonhalma (3.890 Ew.).

## Ortschaften
| Bakonygyirót   | Bakonypéterd | Bakonyszentlászló | Écs     | Fenyőfő     |
| Győrasszonyfa  | Győrság      | Lázi              | Nyalka  | Pannonhalma |
| Pázmándfalu    | Ravazd       | Románd            | Sikátor | Táp         |
| Tápszentmiklós | Tarjánpuszta | Veszprémvarsány   |         |             |